# Декандоль, Огюстен Пирам
Огюсте́н Пира́м (Пюра́м, Пирамю́) Декандо́ль (Де Кандо́ль), известный в науке под именем Декандоля-старшего (фр. Augustín Pyrámus (Pyráme) de Candólle) (4 февраля 1778, Женева, — 9 сентября 1841, Женева) — швейцарский и французский ботаник, педагог, один из крупнейших ботаников всех времён, автор одной из первых естественных систем классификации растений.
А. Н. Бекетов сказал о Декандоле: «Де Кандоля можно считать ботаническим Кеплером».
Член-корреспондент Французской Академии наук (1810), иностранный член Лондонского королевского общества (1822), иностранный член-корреспондент (1826) и почётный член (1835) Петербургской Академии наук.
Отец Альфонса Декандоля, дед Казимира Декандоля.
Имя Декандоля упоминается в качестве автора или соавтора названия для 16 605 растений.

## Образование и первые шаги в науке
В 1796 году в Женеве прослушал курс ботаники Жан-Пьера Воше, автора «Histoire physiologique des plantes de l’Europe», который произвёл на него такое сильное впечатление, что он решил посвятить себя ботанике.
В 1797 году Декандоль в Париже слушал лекции Воклена и Кювье в Коллеж де Франс, познакомился в ботаническом саду с Ламарком и Дефонтеном.
В том же году вышла в свет его первая ботаническая работа — о питании лишайников.

## Научная и преподавательская деятельность
В 1798 году Декандоль поселился в Париже, посвятив большую часть своего времени ботанике: появились его первые статьи по систематике растений; он работал вместе с Ламарком над вторым изданием «Флоры Франции» (Flore française); французское правительство поручило ему изучение Франции и Италии в ботаническом и агрономическом отношениях, и в течение шести летних сезонов он совершал многочисленные путешествия, результатом которых явились первые мысли о теории земледелия, дополнительный том к французской флоре, эссе «О ботанической географии» и предложение — впоследствии осуществлённое с большим успехом — закреплять песчаные приморские дюны посадкой сосен.
Декандоль занимался монографической обработкой многих групп растений, что способствовало глубине и основательности его последующих работ. К числу таких относится его «Astragalogia» — описание видов обширного рода Астрагал, изданное в 1802 году с 50 таблицами рисунков; затем история суккулентов («Plantarum historia succulentarum»), в 4 томах, 1799—1829) с 185 таблицами; монография о лилейных с 240 таблицами рисунков, исполненных знаменитым акварелистом Редуте (Les Liliacées peintes par Redouté, 1802—1808).
В 1804 году Декандоль получил степень доктора медицины и издал тезисы диссертации — Essai sur les propriétés médicales des plantes.
В 1806 году переехал в Монпелье, где получил звание профессора на медицинском факультете местного университета (фр. École de Médecine) и пост директора Ботанического сада. В 1810 году медицинский факультет был преобразован — под Декандоля — в кафедру ботаники факультета наук.
В 1813 году издал «Элементарную теорию ботаники» (Théorie élémentaire de botanique), в которой изложил принципы естественной системы — как предисловие к третьему изданию «Французской флоры». Особенность этой системы состояла в делении растений на сосудистые, или зародышевые, и на клеточные, или беззародышные, и в подразделении сосудистых на двудольные (exogenes) и однодольные (endogenes); основана эта система на неверном анатомическом предположении об образовании древесины у двудольных и однодольных.
В 1814 году возвратился в Женеву, где на деньги меценатов и почитателей преобразовал Ботанический сад, создавал музей естественной истории, создал Conservatoire Botanique, вёл бурную общественную жизнь, а в 1816 году принял предложение властей кантона Женева занять кафедру естественной истории в Женевском университете, созданную специально для него.
В 1818 году стало выходить главное из описательных сочинений Декандоля — Regni vegetabilis systema naturae (2 тома, 1818—1821), которое впоследствии учёный, увидев, что для него невозможно завершить задуманное в полном объёме, продолжал в менее обширном виде под названием Введение в естественную систему царства растений, тома 1—17, 1824—1839; также известное под его стандартным ботаническим сокращением Prodr. (DC.). Даже не полностью законченное автором (при его жизни вышло только семь томов из семнадцати; в дальнейшем оно было продолжено сыном Декандоля Альфонсом), это сочинение составило эпоху в науке.
В нём предлагалась и осуществлялась новая естественная система, известная в науке под именем Декандолевой и до сих пор употребляемая с некоторыми изменениями. Основой этой системы служила естественная система Антуана де Жюссьё; но она была улучшена и впервые прилагалась к размещению и описанию всех известных видов цветковых растений. До этого издания общие систематические сочинения составлялись по искусственной системе Линнея. Кроме того, число видов с 10 тысяч, известных Линнею, возросло до 75 тысяч и более. Декандоль решил заново изучить весь этот громадный материал и представить описание каждого из видов. Значение этого сочинения в области ботаники было такое же, какое имело «Царство животных» (Regne animal) Кювье для зоологии.
Обширнейшие флористические сочинения, составленные по системе Декандоля, послужили основой последующих исследований: такова германская флора К. Коха, русская флора Ледебура, байкальско-даурская флора Турчанинова, британская флора Бентама и так далее.
Декандоль издал ещё два сочинения, имевших также очень большое значение: «Органография растений» (Organographie végétale, 1827) и «Физиология растений» (Physiologie végétale, 1832), которые, особенно первое, дали новое направление морфологии растений, до того времени состоявшей преимущественно в терминологии. Декандоль особенно тщательно разработал учение о морфологическом значении частей цветка, основываясь на наблюдении переходных форм. В изложении Декандоля мысль Гёте о метаморфозе растений получила научное значение и легла с тех пор в основу изучения растительной морфологии.
Целый ряд монографий семейств издан Декандолем: о таких семействах как Бобовые, Миртовые, Меластомовые, Толстянковые, Кипрейные, Паронихиевые, Зонтичные, Лоринтовые, Валериановые, Кактусовые, Астровые (Essai sur les propriétés médicales des plantes, 1804), а в трактате о географии растений он представил флористическое разделение земной поверхности на области, из которых некоторые совпадают с областями знаменитого фитогеографа Й. Скоу и соответствуют даже современному состоянию науки.
Перу Декандоля принадлежат также работы по фитохимии, болезням растений, агрономии, о лекарственных растениях.
В 1821 году написал воспоминания, изданные сыном в 1862 году (Mémoires et souvenirs de Augustin Pyramus de Candolle, écrits par lui même et publiées par son fils).
В 1833 году Лондонское королевское общество наградило учёного одной из своих высших наград — Королевской медалью.
Огюстен Пирам Декандоль умер в 1841 году; похоронен на женевском кладбище Королей.
Память его сохраняется в его родном городе, где его имя присвоено улице (фр. Rue de Candolle); там же установлен и его бюст.
«Гербарий Декандоля» (до 80 тысяч видов) хранится в его бывшем доме.

## Сочинения
- Plantarum historia succulentarum = Histoire des plantes grasses / par A. P. Decandolle; avec leurs figures en couleurs, dessinees par P. J. Redoute. Paris : A. J. Dugour et Durand, an VII [1799-1837]
- Astragalogia, nempe astragali, biserrulae et oxytropidis: nec non phacae, colutae et lessertiae historia iconibus illustrata /Augustini-Pyrami Decandolle. Parisiis : sumptibus Joann. Bapt. Garnery, 1802
- Les liliacees / par P. J. Redoute. Paris : Chez l’auteur, an 13-[24], 1805—1816 [i.e. 1802—1815]
- лат. Synopsis plantarum in Florâ gallicâ descriptarum, 1806
- фр. Essai élémentaire de géographie botanique, 1810
- Icones selectae plantarum quas in systemate universali: ex herbariis parisiensibus, praesertim ex Lessertiano /descripsit Aug. Pyr. de Candolle, ex archetypis speciminibus a P.J.F. Turpin delineatae et editae a Benj. De Lessert … Parisiis : [Apud Fortin Masson et Sociorum], 1820-46.
- фр. Projet d’une flore physico-géographique de la vallée de Léman, 1821.
- фр. Premier rapport sur les pommes de terre, 1822
- Prodromus systematis naturalis regni vegetabilis, sive enumeratio contracta ordinum generum specierumque plantarum huc usque cognitarium, juxta methodi naturalis, normas digesta; /Auctore Aug. Pyramo de Candolle. Parisii, Sumptibus Sociorum Treuttel et Wurtz, 1824—1873. в 17 томах, 24 книгах: I — 1824; II — 1825; III — 1828; IV — 1830; V — 1836; VI — 1838; VII (1) — 1838; VII (2) — 1839; VII — 1844; IX — 1845; X — 1846; XI — 1847; XII — 1848; XIII (1) — 1852; XIII (2) — 1849; XIV (1) — 1856; XIV (2) — 1857; XV (1) — 1864; XV (2.1) — 1862; XV (2.2) — 1866; XVI (1) — 1869; XVI (2.1) — 1864; XVI (2.2) — 1868; XVII — 1873
- фр. Considérations sur les forêts de la France, 1830

## Названы в честь Декандоля
- семейство Candolleaceae F.Muell. [= Stylidiaceae R.Br.]
- роды Candollea Baumg. 1810 [= Rhododendron L.]; Candollea Labill. 1805 [= Stylidium Sw. ex Willd.]; Candollea Labill. 1806 [= Hibbertia Andrews, Диллениевые]; Candollea Mirb. 1803 [= Pyrrosia Mirb.]; Candollea Raddi 1818 [= Radula Dumort.]; Candollea Steud. 1840 = Decandolia T.Bastard, 1809 [= Agrostis L.]; Candollina Tiegh. 1895 [= Amyema Tiegh.]; Candolleodendron R.S.Cowan, 1966 (Бобовые)[5]
- виды Allium candolleanum Albov, Hakea candolleana Meisn.